# Druga poslanica Timoteju
Druga poslanica Timoteju je jedna od knjiga Biblije i Novoga zavjeta. Pripada u pastoralne poslanice zajedno s Prvom poslanicom Timoteju i Poslanicom Titu. Tradicionalno se pripisuje apostolu Pavlu. Posvećena je Timoteju, Pavlovom suradniku. Kratica knjige je 2 Tim.
Stručnjaci su se podijelili oko autorstva poslanice. Većina smatra, da je autor sv. Pavao, kako i piše u početku ove poslanice: "Pavao, apostol Krista Isusa voljom Božjom, po obećanju života, života u Kristu Isusu (2 Tim 1,1)". Tako su smatrali i kršćani prvih stoljeća. Tek se u posljednjih 200 godina javljaju izraženije sumnje, da pastoralne poslanice nije napisao Pavao. Moguće je da ih je napisao anonimni kršćanin školovan u duhu Pavlova nauka. Međutim, dok Prva poslanica Timoteju i Poslanica Titu imaju dosta sličnosti. Druga poslanica Timoteju se razlikuje od njih po jeziku i idejama i sličnija je ostalim Pavlovim poslanicama, pogotovo onima koje je napisao u zatočeništvu.
Timotej se prvi puta spominje u Djelima apostolskim (Dj 16,1). Njegova majka Eunika i baka Loida spominju se u ovoj poslanici, kako je vjera najprije pribivala u njima pa kasnije u Timoteju (2 Tim 1,5). Timotej je upoznao Pavla, tijekom njegova drugog posjeta Listri (grad u Maloj Aziji). Pavao ga je obratio na kršćanstvo i postao njegov mentor. Zajedno su išli na brojna misijska putovanja. Timotej je pomagao Pavlu, propovijedao i širio Evanđelje s njim i pojedinačno.
U ovoj poslanici apostol Pavao poručuje Timoteju, da nema duha bojažljivosti i da se ne boji svjedočiti za Gospodina Isusa i njega apostola Pavla, "sužnja Kristova" (2 Tim 1,7-8). U prvom poglavlju potiče Timoteja na vjernost Evanđelju. Ističe smisao patnje kršćanskoga apostola: "Stoga sve podnosim radi izabranih, da i oni postignu spasenje, spasenje u Kristu Isusu, zajedno s vječnom slavom. Vjerodostojna je riječ: Ako s njime umrijesmo, s njime ćemo i živjeti. Ako ustrajemo, s njime ćemo i kraljevati (2 Tim 2,10-12)". Upozorava na lažne učitelje poput Himeneja i Fileta, koji su obmanjivali ljude i na opasnosti budućih vremena, kada će se mnogi ljudi suprotstavljati istini, činiti zlo i prepuštati se najrazličitijim strastima. O Pismu (Bibliji) piše, da je: "bogoduho, korisno je za poučavanje, uvjeravanje, popravljanje, odgajanje u pravednosti, čovjek Božji bude vrstan, za svako dobro djelo podoban (2 Tim 2,16-17)".
Piše mu, da nastoji doći k njemu prije zime (2 Tim 4,21), osjeća da se bliži kraj njegovog zemaljskog života: "Jer ja se već prinosim za žrtvu ljevanicu, prispjelo je vrijeme moga odlaska. Dobar sam boj bio, trku završio, vjeru sačuvao. Stoga, pripravljen mi je vijenac pravednosti kojim će mi u onaj Dan uzvratiti Gospodin, pravedan sudac; ne samo meni, nego i svima koji s ljubavlju čekaju njegov pojavak (2 Tim 4,6-8)". Na kraju poslanice su završni pozdravi i želje.